# Dates in Real Life
Dates in Real Life är en norsk komedi- och dramaserie som hade premiär den 5 september 2024 på NRK. Första säsongen består av 7 avsnitt. Serien hade premiär på SVT Play den 25 september 2024.

## Handling
Serien kretsar kring Ida och Marvin som varit ihop i tre år, men aldrig träffats i verkligheten. När Marvin gör slut vill Ida hitta kärleken i verkliga livet.

## Rollista (i urval)
- Gina Bernhoft Gørvell – Ida
- Jacques Colimon – Marvin
- Heidi Goldmann – Vibeke
- Ifeoma Anene – Burger

## Utmärkelser
Vid den internationella festivalen Series Mania vann Dates in Real Life pris som bästa TV-serie i kategorin International Panorama.